# The Lord of the Rings (1978)
The Lord of the Rings (soms ook J.R.R. Tolkien's The Lord of the Rings) is een Amerikaanse animatie/fantasyfilm uit 1978, gebaseerd op het boek In de Ban van de Ring door J.R.R. Tolkien. De film behandelt enkel de eerste helft van dit boek. De film is geregisseerd door Ralph Bakshi. Stemmen werden ingesproken door William Squire, John Hurt, Michael Graham Cox en Anthony Daniels. Het scenario is geschreven door Peter S. Beagle, gebaseerd op een eerder scenario van Chris Conkling.
De film had de eerste van twee delen moeten worden, en zou daarom oorspronkelijk The Lord of the Rings, Part I heten. De filmmaatschappij United Artists liet echter het Part I weg, en als gevolg daarvan kreeg de film veel kritiek omdat de titel de inhoud niet dekte. De film is noemenswaardig vanwege het grote gebruik van rotoscopie.

## Verhaal
De film begint met een korte geschiedenis van Midden-aarde. Men ziet hoe de negentien Ringen van Macht worden gesmeed, waarna de duistere heer Sauron zijn eigen ring, De Ene Ring, maakt om over alle anderen te heersen. Hij neemt bezit van de ringen van de mensen en maakt hun dragers tot ringgeesten. Sauron wordt uiteindelijk verslagen door een alliantie van mensen en elfen, maar de ring blijft voortbestaan waardoor Sauron eveneens blijft bestaan als geest.
De ring komt in het bezit van de hobbit Sméagol, die hem eeuwen bij zich houdt en er langzaam door verandert in Gollum. De ring komt vervolgens in het bezit van de Hobbit Bilbo Balings. Wanneer op een dag zijn vriend, Gandalf, dit ontdekt, haalt die Bilbo over afstand van de ring te doen. Gandalf doet meer onderzoek en ontdekt de ware aard van de ring. Ter bescherming van de Hobbits moet de ring weg uit het dorp. Frodo Balings, Bilbo’s neef, biedt aan dit te doen. Samen met Pepijn, Merijn en Sam verlaat Frodo zijn dorp. Onderweg wordt de groep opgejaagd door de ringgeesten.
De groep bereikt Breeg, waar ze Aragorn ontmoeten. Hij begeleidt hen verder naar Rivendell. Onderweg wordt Frodo verwond door de ringgeesten, maar de elfen in Rivendell kunnen hem genezen. In Rivendell ontmoet de groep ook Gandalf weer, die ontdekt heeft dat zijn oude leraar Saruman zich bij Sauron heeft gevoegd. Om de macht van Sauron voorgoed te breken moet de ring worden vernietigd. Dat kan alleen in het vuur van de Doemberg, gelegen in Mordor. Frodo biedt aan de ring hierheen te brengen. Sam, Pepijn, Merijn, Gandalf en Aragorn zullen hem vergezellen, evenals de dwerg Gimli, de elf Legolas en Boromir.
De reis is niet zonder gevaar. Hun weg door de bergen wordt onmogelijk gemaakt door sneeuwval. Het enige alternatief is de mijn van Moria, maar die blijkt overgenomen door Orks en een Balrog. Gandalf sterft in een gevecht met deze Balrog. De rest van de groep bereikt Lothlórien. Nadat Boromir onder invloed raakt van de ring en deze van Frodo probeert af te pakken, besluit Frodo enkel met Sam verder te reizen. Ondertussen wordt Boromir gedood door uruk-hai (een sterk soort orks) en worden Merijn en Pepijn gevangen.
Merijn en Pepijn kunnen later ontsnappen aan de orks, waarna ze de Ent Boombaard tegen het lijf lopen. Hij brengt hen naar Gandalf, die weer tot leven is gekomen als de Witte Tovenaar. Gandalf weet dat Saruman en Sauron zich tegen Edoras, de hoofdstad van Rohan, zullen richten. Hij overtuigt daarom de koning, Théoden, ervan om zijn volk te evacueren naar Helmsdiepte. Aragorn, Gimli en Legolas begeleiden de vluchtelingen.
Frodo en Sam lopen ondertussen Gollum tegen het lijf en vangen hem. Ze dwingen hem hen naar de Doemberg te brengen daar hij de toegang tot Mordor weet. In Helmsdiepte vecht Théodens leger tegen een overmacht van Orks. Gandalf arriveert net op tijd met versterking en de slag wordt gewonnen.

## Rolverdeling
| Acteur             | Personage        |
| ------------------ | ---------------- |
| Christopher Guard  | Frodo Balings    |
| William Squire     | Gandalf          |
| Michael Scholes    | Sam              |
| John Hurt          | Aragorn          |
| Simon Chandler     | Merijn           |
| Dominic Guard      | Pepijn           |
| Norman Bird        | Bilbo Balings    |
| Michael Graham Cox | Boromir          |
| Anthony Daniels    | Legolas          |
| David Buck         | Gimli            |
| Peter Woodthorpe   | Gollum           |
| Fraser Kerr        | Saruman          |
| Philip Stone       | Théoden          |
| Michael Deacon     | Gríma Wormtongue |
| André Morell       | Elrond           |
| Alan Tilvern       | Innkeeper        |
| Annette Crosbie    | Galadriel        |
| John Westbrook     | Boombaard        |

## Achtergrond

### Geschiedenis
Regisseur Ralph Bakshi maakte in de jaren 50 kennis met Tolkiens In de ban van de ring. Hij werkte toen zelf als tekenaar bij Terrytoons. In 1957 probeerde hij reeds een animatiefilm gebaseerd op het boek van de grond te krijgen. In 1968 kwamen de filmrechten op het boek in handen van United Artists, waarna zowel Stanley Kubrick als John Boorman probeerden er een film van te maken.
Midden jaren 70 hoorde Bakshi van United Artists en Boormans poging om In de ban van de ring te verfilmen. Bakshi had zelf inmiddels naam gemaakt als regisseur van animatiefilms voor volwassenen, zoals Fritz the Cat. Hij hoorde dat Boorman het verhaal wilde verwerken tot een enkele film. Bakshi zag niets in dat plan omdat dan te veel moest worden weggelaten uit het verhaal.
Boormans versie voor de film draaide op niets uit, waarna Bakshi het project overnam. Bakshi wilde drie films maken: voor elk onderdeel van In de ban van de ring een. Hij kreeg hier echter geen toestemming voor en moest het dus met twee films doen. Bakshi zocht contact met Saul Zaentz (die onder andere Fritz the Cat had gefinancierd) voor hulp bij de productie van The Lord of the Rings. Zaentz stemde toe. Bakshi ontmoette tevens Tolkiens dochter Priscilla om zijn filmplannen te bespreken.

### Regie en ontwikkeling

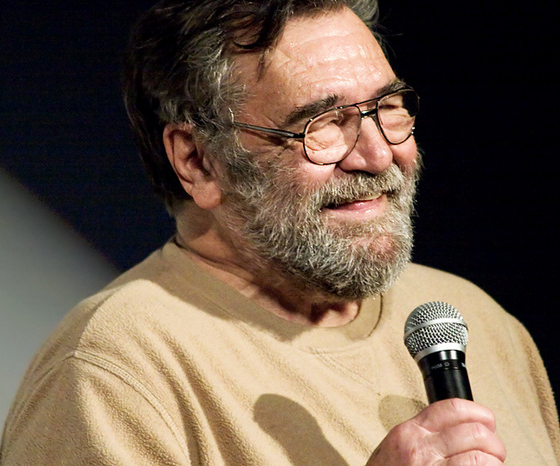
Ralph Bakshi in januari 2009.

Ralph Bakshi liep tegen meerdere problemen aan tijdens de regie van “The Lord of the Rings”, waaronder het feit dat het een epische film moest worden. De grootste uitdaging was echter trouw blijven aan het boek. Hij wilde bovendien beter tekenwerk gebruiken dan dat van de doorsnee cartoons. Bakshi liet zich vooral inspireren door klassieke tekenaars als Howard Pyle en N. C. Wyeth.
Een eerste versie van het scenario werd geschreven door Chris Conkling. In dit scenario werd het verhaal vooral verteld vanuit Merijns perspectief. Bakshi en Zaentz keurden deze versie van het scenario af. Ze huurden fantasy-auteur Peter S. Beagle in om het scenario te herschrijven. Beagle schreef meerdere versies van het scenario voor een salaris van slechts $5.000.
Het uiteindelijke scenario volgt het boek redelijk nauwkeurig, maar brengt wel enkele veranderingen aan. Volgens Bakshi moesten bepaalde elementen worden weggelaten, maar werd het verhaal hier niet door veranderd. Zo zijn vooral veel punten waar Frodo tijdens zijn reis even stopt weggelaten om het verhaal in te korten. Sommige van de personages ondergingen qua uiterlijk veranderingen ten opzichte van het boek. Zo draagt Saruman een rode mantel en staat niet bekend als de Witte Tovenaar maar als de Tovenaar van de vele kleuren. Legolas is in de film gekleed in zilver en grijs terwijl hij in het boek groene en bruine kleding draagt.
Andere wijzigingen ten opzichte van het boek zijn terug te vinden in de slag bij Helm’s Deep. Zo draagt het fort in Helm’s Deep in de film zelf ook de naam Helm's Deep" in plaats van "Hornburg".

### Animatie
De film werd aangekondigd met het nieuws dat Bakshi “het eerste filmschilderij” had gemaakt. Veel van de animatie in de film is gemaakt met behulp van rotoscopie. Hiervoor werden de scènes eerst met echte acteurs nagespeeld, waarna deze live-actionbeelden werden omgezet naar getekende beelden. Dit was goedkoper qua productie en gaf de personages een realistischer uiterlijk. Ook konden zo complexere scènes zoals de grote veldslag bij Helm’s Deep worden weergegeven.
Voor de live-actionstukken reisden Bakshi en zijn crew naar Spanje. Veel acteurs die stemmen inspraken voor de personages werkten ook mee aan de live-actionbeelden. Voor de rest werden figuranten ingehuurd. Er werd ook deels gebruikgemaakt van celanimatie, maar veel van deze scènes sneuvelden tijdens de afwerking.
Na opnames van de live-actionstukken werd elk afzonderlijk beeld achter een animatiecel geplaatst, waarbij de details van het frame over werden gebracht op de cel.
Hoewel Bakshi na The Lord of the Rings rotoscopie ook toepaste op andere films zoals American Pop, Hey Good Lookin', en Fire and Ice, kreeg hij later spijt van zijn keuze om deze techniek te gebruiken voor Lord of the Rings.

### Muziek
De muziek voor de film werd gecomponeerd door Leonard Rosenman. Bakshi wilde ook muziek gebruiken van Led Zeppelin, maar producer Saul Zaentz stond erop dat er orkestmuziek werd gebruikt daar hij de soundtrack dan kon uitbrengen onder zijn Fantasy Records-label. Bakshi was zelf geen liefhebber van Rosenmans muziek. Hij vond deze te cliché.
De soundtrack omvat de volgende nummers:
1. History Of The Ring
2. Gandalf Throws Ring
3. The Journey Begins; Encounter With The Ringwraiths
4. Trying To Kill Hobbits
5. Escape To Rivendell
6. Company Of The Ring
7. Mines Of Moria
8. The Battle In The Mines; The Balrog
9. Mithrandir
10. Frodo Disappears
11. Following The Orcs
12. Fleeing Orcs
13. Attack Of The Orcs
14. Gandalf Remembers
15. Riders Of Rohan
16. Helm's Deep
17. The Dawn Battle; Theoden's Victory
18. The Voyage To Mordor; Theme From The Lord Of The Rings

## Ontvangst

### Reacties
The Lord of the Rings was financieel een succes. De film bracht 30,5 miljoen dollar op tegen een budget van 4 miljoen dollar.
Reacties van critici waren gemengd, maar over het algemeen werd de film redelijk ontvangen. In The Hollywood Reporter omschreef Frank Barrow de film als “gedurfd en ongewoon qua opzet”. Joseph Gelmis van Newsday noemde vooral de animatie een sterk punt van de film. Volgens Roger Ebert had Bakshi een goede film gemaakt, maar viel deze toch in het niet bij het boek.

### Nasleep
Via de film maakte Peter Jackson, de regisseur die later Tolkiens boek nogmaals zou verfilmen als drie live-actionfilms, voor het eerst kennis met “In de ban van de ring”. Aanvankelijk ontkende hij de film te hebben gezien.
De film werd na uitgave ook verwerkt tot stripboek door de Spaanse tekenaar Luis Bermejo. Tevens inspireerde de film de BBC tot het maken van een hoorspel over Tolkiens boek.

### Vervolg
The Lord of the Rings was geacht het eerste deel van een tweeluik te worden. Vandaar dat de film aanvankelijk ook “deel 1” in de titel zou hebben. United Artists was echter niet tevreden over de film en stond Bakshi dan ook niet toe het geplande vervolg te maken. Zodoende heeft de film een onafgerond verhaal.
In 1980 maakte Rankin/Bass echter wel de animatiefilm The Return of the King, welke alsnog de tweede helft van Tolkiens boek behandelt. Deze film wordt tegenwoordig als onofficieel vervolg op Bakshi’s film gezien.

## Prijzen en nominaties
In 1979 werd “The Lord of the Rings” genomineerd voor zowel een Saturn Award als Hugo Award in de categorie “beste fantasyfilm”. Tevens werd de film dat jaar genomineerd voor een Golden Globe in de categorie beste muziek.
In 1980 won de film een Golden Gryphon op het Giffoni Film Festival.